# Григорян, Армен Валерьевич
Арме́н Вале́рьевич Григоря́н (арм. Արմեն Գրիգորյան, 25 декабря 1983, г. Мартуни, НКАО, Азербайджанская ССР) — армянский политический деятель, политолог, секретарь Совета безопасности Республики Армения с 17 мая 2018 года.

## Биография
Армен Григорян родился 25 декабря 1983 года в городе Мартуни. В 2001-м окончил школу N 2 имени Месропа Маштоца в Мартуни и поступил в Ереванский государственный университет на факультет международных отношений. Во время обучения был призван на военную службу в Армию обороны НКР. В 2009 году поступил и в 2011-м окончил магистратуру факультета политологии и международных отношений Американского университета в Армении. С марта 2012 по сентябрь 2013 года работал в должности ответственного по линии гражданского общества в представительстве Каунтерпарт Интернешнл в Армении. С апреля 2015 по май 2018 года работал в общественной организации «Антикоррупционный центр Транспереси интернешнл» в должности координатора программ, связанных с выборами. В мае 2018 года указом премьер-министра Республики Армения Никола Пашиняна назначен секретарём Совета безопасности РА.

## Публицистическая и научная деятельность
С 2011-го по 2013-й годы занимался авторством научного исследования — книги «Политическая элита в постсоветской Армении. Характерные признаки и пути формирования»
С 2011 года публикует аналитические статьи для новостных сайтов «Сивилнет», «Mediamax», «EVN report» на тему демократизации Армении, развития гражданского общества, на экономические и политические, а также международно-геополитические темы. С 2015 года по сей день проводит лекции, в качестве приглашенного преподавателя, на факультете Мировой политики и международных отношений Армяно-российского (Славянского) университета.

## Гражданская деятельность
В феврале 2013-го возглавлял предвыборный штаб кандидата на пост президента РА Андриаса Гукасяна. В 2015 году в период референдума по конституционным изменениям координировал наблюдательскую миссию «Гражданин наблюдатель», в которой участвовало более 1000 наблюдателей. В апреле 2017-го в процессе выборов депутатов Национального Собрания РА координировал наблюдательскую миссию «Гражданин наблюдатель», в которой участвовало более 3000 наблюдателей. В сентябре-декабре 2017 года осуществлял экспертные работы в Совете Европы на тему «Прозрачность и гражданское участие». В период с апреля по май 2018 года участвовал в Бархатной революции в Армении, был членом инициативы «Отвергни Сержа», многократно выступал на митингах. Вместе с другими лидерами движения был принудительно удален с места проведения митинга, а впоследствии задержан. После отставки Сержа Саргсяна был освобожден из-под ареста.
Член политической партии «Гражданский договор».